# Рат за Џенкинсово уво
Рат за Џенкинсово уво је био сукоб између Велике Британије и Шпаније који је трајао од 1739. до 1748, мада су главне борбе окончане до 1742. Његово необично име, које је сковао Томас Карлајл 1858. се односио на ухо откинуто од Роберта Џенкинса, капетана британског трговачког брода. Ово откинуто ухо је касније показано пред Парламентом Велике Британије. Прича о откидању Џенкинсоновог увета, као и укрцавање шпанских војника на његов брод, је послужила као повод за рат против Шпанске империје, наводно да се Шпанија подстакне да не прекрши уносни асјенто уговор (продају робова у Шпанској Америци коју су вршили британски трговци).
Настојања Шпаније да сузбије кријумчарску делатност трговину у Западну Индију и Средњу Америци изазвало је крајем октобра 1739. године нови поморски рат. Сматрајући шпанске колоније у Америци главним објектом напада, Велика Британија је пре објаве рата упутила у Западну Индију адмирала Едварда Вернона са ескадром од девет ратних бродова. Вернон је 22. новембра заузео град Портобело на Панамској превлаци, одакле су Шпанци упућивали ка Европи Сребрну флоту. У марту 1740. године бомбардовао је Картахену у Колумбији, а затим је заузео Чагрес на Панамској превлаци где су Британци дошли до великог плена.
У Западну Индију Шпанија је упутила јула 1740. године појачања а одмах за њом и Француска која је била у уговорној обавези да брани шпанске територије. Зато су Британци морали да ангажују нове снаге, које су тамо приспеле у јануару 1741. године. Рат у Западној Индији је убрзо прерастао у колонијални рат Велике Британије, Шпаније и Француске.
После 1742. године рат је дефинитно био утопљен у шири Рат за аустријско наслеђе у који је била укључена већина европских сила. Мир је постигнут споразумом из Ахена 1748. Из енглеске перспективе, рат је био значајан јер су први пут мобилисани пукови америчких колониста, начињени делом редовне британске војске и послати да се боре ван Северне Америке.